# Lorin Morgan-Richards
Lorin Morgan-Richards (nacido el 16 de febrero de 1975) es un autor e ilustrador, principalmente de literatura infantil.
También fue editor de la Revista de la Familia Céltica y fundador del Festival de Día de San David de Los Ángeles”, uno de los mayores festivales galeses de su tipo en los Estados Unidos y fundador de la publicación impresa más ampliamente distribuida en los Estados Unidos acerca de las culturas celtas y sus costumbres. En 2014 ganó el reconocimiento honorario: “Eisteddfod Bardic”.
Morgan-Richards nació en Beebetown, Ohio y es descendiente  de galeses, suizos (Amish, secta religiosa menonita) y de ascendencia nativo americana.

## Carrera
En el año 2002, Richards se mudó a Los Ángeles para empezar de nuevo donde reorientó su dirección artística ya sea escribiendo e ilustrando, y por ello una vez dijo: "No son necesario los gastos de mi pasado, sólo necesito un lápiz y un papel". Mientras que su novela Me'ma and the Great Mountain (2012) comenzaron los bosquejos temprana como 2002, fue en Simon Snootle and Other Small Stories que se convirtió en su primer libro editado en el 2009.
Al año siguiente que entregó cuatro nuevas versiones incluyendo un segundo libro de relatos cortos como: Un niño nacido del moho y otros bocados deliciosos.
Richards conceptualizó la mayoría de los personajes en The Goodbye Family, en 2009 durante un viaje al Reino Unido y Francia con su esposa, a pesar de que fueron mencionados antes en su novela occidental Me'ma and the Great Mountain, Richards explica: "Hice un diario en el viaje para escribir mi segunda novela The Goodbye Family.
La familia Goodbye estaba compuesta por los sepultureros Otis y Pyridine, su hija Orphie y su tarántula Dorian. Orphie fue vista por primera vez en la catedral de Notre Dame con gárgolas, Otis estaba tratando de abordar un tren en la aduana con la cabeza inclinada, Pyridine estaba cociendo una extremidad en Cardiff, y Dorian estaba capturando a un hada para comerla. Siguiendo estas ilustraciones, se presentó un gato Ouiji y se dice que Orphie tenía un hermano llamado Kepla, pero casi nunca se lo ve y no está claro si realmente existe."
Entre 2009 y 2013, Richards fue encuadernando sus propias versiones de edición limitada de cada título con ediciones entre 50 y 400 del mismo.
Estos libros coleccionables fueron sobrecosidos típicamente a mano con un forro de piel sintética dura y páginas de ropa interior.
En una entrevista declara: "después de haber visto lo que se está imprimiendo por editoriales mayores estos días con el papel de mala calidad, he querido proporcionar al lector un libro que lleva más valor cerca del mismo precio y que puede durar por generaciones. Nada es más inspirador para mí que para conocer que mis libros son atesorados como herencia".
Estilísticamente, Richards prefiere un enfoque de lápiz y tinta a sus ilustraciones y su escribir a menudo tiene elementos de sátira oscura.
En el año 2015 Richards comenzaron dos viñetas semanales en Steamkat.com, un sitio de tira cómica. Con The Goodbye Family and The Noodle Rut, Richards ganó el premio oficial “Pepita sabrosa 2016” con su historia ilustrada triste muñeca perdida.

## Obras
- Simon Snootle and Other Small Stories (2009) ISBN 0985044748[11]
- 13 Disturbing Postcards to Send to Your Grandparents (2010) ISBN 0983002002
- A Boy Born from Mold and Other Delectable Morsels (2010) ISBN 0985044772
- A Little Hard to Swallow (2010) ISBN 0997319313
- A Welsh Alphabet (2010), with notes by Peter Anthony Freeman ISBN 0983002053
- The Terribly Mini Monster Book & a Lesser Known Story About a Rare Benign Belbow (2011) ISBN 0983002045
- Me’ma and the Great Mountain (2012), with foreword by Corine Fairbanks ISBN 0985044799
- Welsh in the Old West (2015), with foreword by Jude Johnson[12] ISBN 0983002096
- Dark Letter Days: Collected Works (2016) ISBN 0997319305
- The Night Speaks to Me: A Posthumous Account of Jim Morrison (2016) ISBN 0997319321
- The People of Turtle Island: Book One in the Series (2016) ISBN 099731933X
- Memento Mori: The Goodbye Family Album (2017) ISBN 0997319348
- The Dreaded Summons and Other Misplaced Bills (2017) ISBN 0983002061
- Wanted: Dead or Alive...but not stinkin' (2017) ISBN 0997319356
- The Goodbye Family Unveiled (2017) ISBN 9780997319361
- Down West (2018) ISBN 9780983002079
- Nicklesworth: Featuring the Goodbye Family (2018) ISBN 9780997319392
- Gallows Humor: Hangin' with the Goodbye Family (2018) ISBN 9780997319385
- Dead Man's Hand-kerchief: Dealing with the Goodbye Family (2019) ISBN 9780983002086
- The Importance of Being Otis: Undertaking with the Goodbye Family (2019) ISBN 9781733287906
- Yippee Ki-Yayenne Mother Pepper: Getting Saucy with the Goodbye Family (2019) ISBN 9781733287937
- The Goodbye Family and the Great Mountain (2020), with foreword by Richard-Lael Lillard ISBN 9781733287913

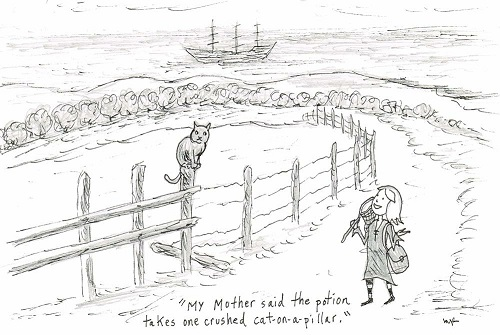
Orphie de 'The Goodbye Family' de Lorin Morgan-Richards